# 英贺保站
英賀保站（日语：／ Agaho eki */?），是一個位於兵庫縣姬路市飾磨區山崎，屬於西日本旅客鐵道（JR西日本）山陽本線的鐵路車站。亦是飾磨區唯一的JR車站，但飾磨區的中心車站是山陽電氣鐵道的飾磨車站，不是此站。

## 車站結構
12節編組對應的側式月台1面1線與島式月台1面2線，合計2面3線的地面車站。直營站（姬路站的被管理站），可使用ICOCA，設有閘機。

### 月台配置
| 月台 | 路線               | 方向               | 目的地             | 備註                       |
| ---- | ------------------ | ------------------ | ------------------ | -------------------------- |
| 1    | 山陽本線           | 下行               | 播州赤穗、岡山方向 | 日中只限往網干與往播州赤穗 |
| 2    | （回廠電車用月台） | （回廠電車用月台） | （回廠電車用月台） | （回廠電車用月台）         |
| 3    | 山陽本線           | 上行               | 姬路、大阪方向     | 姬路、大阪方向             |

## 使用情況
根據兵庫縣統計書，2018年（平成30年）度每日平均上車人次為4,618人。
近年的每日平均上車人次如下表。
| 年度   | 每日平均 上車人次 |
| ------ | ----------------- |
| 2000年 | 4,282             |
| 2001年 | 4,254             |
| 2002年 | 4,160             |
| 2003年 | 4,248             |
| 2004年 | 4,282             |
| 2005年 | 4,332             |
| 2006年 | 4,468             |
| 2007年 | 4,522             |
| 2008年 | 4,079             |
| 2009年 | 3,935             |
| 2010年 | 3,896             |
| 2011年 | 3,969             |
| 2012年 | 4,052             |
| 2013年 | 4,287             |
| 2014年 | 4,286             |
| 2015年 | 4,432             |
| 2016年 | 4,525             |
| 2017年 | 4,560             |
| 2018年 | 4,618             |

## 相鄰車站
西日本旅客鐵道
 山陽本線（包括赤穂線直通列車）
■新快速、■普通（普通列車於西明石站以東為快速）
姬路（JR-A85）－英賀保－播磨勝原

## 外部連結
- 英賀保｜車站資訊：JR出門網 - 西日本旅客鐵道